# Dutch Open 1985
Il Dutch Open 1985 è stato un torneo di tennis giocato sulla terra rossa. È stata la 28ª edizione del torneo, che fa parte del Nabisco Grand Prix 1985. Il torneo si è giocato a Hilversum nei Paesi Bassi dal 22 al 28 luglio 1985.

## Campioni

### Singolare maschile
Ricki Osterthun ha battuto in finale  Kent Carlsson con il punteggio di 4–6, 4–6, 6–2, 6–4, 6–3

### Doppio maschile
Stefan Simonsson / Hans Simonsson hanno battuto in finale  Carl Limberger /  Mark Woodforde con il punteggio di 6–3, 6–4